# Yoshizō Koyanagi
Yoshizō Koyanagi (jap. 小柳美三 Koyanagi Yoshizō; ur. 10 grudnia 1880 w Kokubunji koło Tokio, zm. 1954) – japoński lekarz okulista.

## Życiorys
Yoshizō Koyanagi studiował medycynę na Cesarskim Uniwersytecie w Kioto. Ukończył studia w 1908 roku i specjalizował się z okulistyki u Ikujirō Asayamy (1861–1915). Najpierw pracował jako asystent w klinice ocznej, od 1911 jako profesor nadzwyczajny na swojej macierzystej uczelni. Rok później podjął pracę jako okulista w Szpitalu Czerwonego Krzyża w Osace, w 1913 został profesorem nadzwyczajnym w Kioto, a w 1915 zyskał tytuł doktora medycyny (jap. 医学博士 igaku hakushi).
Między 1917 a 1918 Koyanagi przebywał w Europie. Po powrocie został pierwszym profesorem oftalmologii i kierownikiem katedry Uniwersytetu Tohoku w Sendai. Na stanowisku tym pozostał przez 25 lat, odszedł na emeryturę w 1942. W uznaniu zasług został pośmiertnie odznaczony Orderem Świętego Skarbu (jap. 瑞宝章 Zuihō-shō). 
Wśród jego publikacji znajduje się klasyczny podręcznik okulistyki napisany razem z Kiyoshim Ishikawą (1878–1918) i Sadao Suganumą (1879–1946).

## Wybrane prace
- Embryologische Untersuchungen über die Genese der Augenkolobome und des Mikrophthalmus mit Orbitalcyste[1], 1921
- Gleichartige Veränderungen des retinalen Pigmentepithels und des renalen Tubulusepithels bei verschiedenen Vergiftungen[2], 1937